# 跑跑薑餅人
跑跑薑餅人（韓語：쿠키런）是一款跑酷遊戲，目前分為KakaoTalk（第九季）以及烤箱大逃亡(第八季)的版本。故事圍繞於具有生命力的薑餅人身上，薑餅人們想逃離被女巫吃掉的命運，因此討論了一連串的計畫，準備從烤箱之中以跳躍或滑壘的方式閃避障礙物脫困。LINE 跑跑薑餅人已於2018年6月5日停止營運，目前跑跑薑餅人：烤箱大逃亡在Google Play與App Store雙平台仍然營運中。

## 系列作品

### Kakao 跑跑薑餅人（Cookie run for kakao）
《跑跑薑餅人(韓版)》是一款韓國通訊軟體KakaoTalk的一款跑酷遊戲，遊戲中為全韓文。

### LINE 跑跑薑餅人（LINE cookie run）
《LINE跑跑薑餅人》是通訊軟體LINE平台上的一款跑酷遊戲，於2014年2月上架。2018年6月5日停止遊戲服務，已被《跑跑薑餅人－烤箱大逃亡》所取代。

### QQ跑跑薑餅人
姜饼人酷跑是 Kakao/LINE 跑跑姜饼人 的一个版本，具有许多独特的差异和用户界面元素。姜饼人酷跑 的开发始于 2013 年底，并于 2014 年年中开始测试。游戏在同年晚些时候正式发布，并运营至 2015 年左右停止服务。

### 烤箱大逃亡版本
《跑跑薑餅人－烤箱大逃亡》於2016年9月27日的預約登錄，預約的玩家登入高達80多萬次，語言支援多國化，並於同年10月28日正式開放。統合所有國家的遊戲版本，與世界各國的玩家進行限時對戰。第二季於2017年8月30日進行改版。此外還陸續推出冠軍聯賽、逃出團、餅乾挑戰營及公會戰。

#### 薑餅人大逃亡（Oven Break）
最初的版本叫做 薑餅人大逃亡（Oven Break），畫面比例為4:3，除了有跳躍及滑行外，還多了一個勾盪，但此版本沒有二段跳。

#### 薑餅人大逃亡2（Oven Break 2）
二代的畫風改為現在的畫風，新增寵物，還有BONUS，但要出到3次才能上天堂領獎勵，否則的話只是分數加倍，開始能二段跳，移除勾盪。

### 薑餅人消消樂
原名《Hello！勇敢薑餅人》

### 薑餅人聯盟
跑跑薑餅人系列首款休閒戰鬥策略手遊，目前已停運

### 薑餅人王國（Cookie Run Kingdom）
於2020年12月4日開始事前預約，為薑餅人系列中首款RPG型手遊。除了收錄部分前作中登場的餅乾、也新增了許多新角色和不同的世界觀。遊戲方式除了能推動主線劇情的對戰闖關之外，也能經營屬於自己的王國。
目前已經有八個國家語言分別為，韓語、日語、英語、國語、泰語、法語、德語、中文

### 薑餅人魔女之城（Cookie Run:  Witch’s Castle）
益智遊戲

### 薑餅人之塔（CookieRun: Tower of Adventures）
3D合作動作類型的手遊，2023年11月17日開始全球公測。
2024年1月19日至2024年2月4日開始第二次封測。

### Cookie Run OvenSmash
中文譯名未定，十位玩家進行的大亂鬥遊戲
已確定無限期停止開發

#### 生存模式
三十個玩家進行比賽

#### 尋寶模式
十位玩家組成一隊，找出三個寶物。最先找到寶物的隊伍獲勝

### My Cookie Run
中文譯名未定，為薑餅人系列粉絲所設的社交平台，可在該平台互相交流、觀看漫畫、購買商品等。

## 遊戲操作
在遊戲內，遊戲是以橫向操作，從左至右的移動進行，畫面左下方以Jump跳為主，畫面右下方則以Slide滑壘為主，遊戲內使用跳、滑兩種按鍵來操控薑餅人躲避障礙物及收集果凍累積分數。韓版為了要平衡一到四區、薑餅人、寵物、寶物、道具以及隨機寶箱的分數與效果，於是在第八季進行相關的調整。LINE版本於2016年6月28日也隨之正式改版。

### 遊戲角色與寵物

#### 原版本(或稱LINE版)
為遊戲玩家使用的角色，從最高階級L>S>A>B>C最低階的薑餅人或寵物，而每種薑餅人或寵物都能向上升級，目前最高提升至8級，而每種薑餅人各有不同的性能及優勢，薑餅人的取得，是由在遊戲中達到任務目的，特定的薑餅人達成解鎖時，即可從鑽石購買，轉為銀幣購買。寵物搭配上特定的薑餅人，也會有不同的額外效果，得宜使用薑餅人與寵物、寶物的搭配，可提高遊戲得分及躲避障礙物的能力。

#### 烤箱大逃亡
《跑跑薑餅人－烤箱大逃亡》為遊戲玩家使用的角色，從傳奇、超級稀有、稀有、普通和特殊的薑餅人或寵物（最高等級為15）！每隻薑餅人的體力隨著等級提升；每隻寵物因等級提升而增加寵物能力的效果分數或次數。但每隻薑餅人都有限跑次數，等級越低，限跑次數越多次，跑完後就要休息，等時間一到，才能繼續跑，而每種薑餅人各有不同的性能及優勢，部分薑餅人的取得，需達到區域解鎖、指定薑餅人等級或使用熱度(好感度)時才能達成解鎖
！可從寶箱中、活動、寶箱點數來取得。

### 寶物
原版本的寶物也分成四種階級，其階級分成紫字S>黃字A>藍字B>灰字C，獲得原版本的寶物方法可從寶箱、活動、餅乾滿等、寵物滿級等等......。大逃亡版本的寶物分成傳奇、超級稀有、稀有跟特殊等級，其最高等為12等，後來推出寶物鍍金可增加額外的寶物效果（最高六層，不包含傳奇寶物），可從活動與專用寶物寶箱中獲得。每種寶物皆有不同的效果，得宜使用薑餅人與寵物、寶物的搭配，可提高遊戲得分的能力。

## 參與協辦
《LINE跑跑薑餅人》於2014年11月16日舉辦台中市第卅三屆舒跑杯路跑賽，由此遊戲與舒跑來協辦，成功吸引年輕一族健康活動，並體驗身為跑跑薑餅人，跑出真正的樂趣。2015年11月起一直到年底於鑽石山荷里活廣場展示「Cookie Run 聖誕迷城」的巨型公仔，場內還設有電子體感遊戲、照相服務、精品販售及手作坊等活動，工作人員不定時穿上跑跑薑餅人的大玩偶，現身於「薑餅情侶見面會」，跟遊客一同見面和合照。2015年12月12日，與其他廠商一同合辦「第十屆高雄大氣球遊行」，高雄市長陳菊也參與其中，吸引逾30萬人來朝聖。

## 活動介紹
- 邀請活動（邀請好友共同玩樂，邀請到一定的人數，可以獲的錢幣/寵物/餅乾/鑽石等...）
- 周年活動（周年活動常有集字活動，集完可領取獎勵）
- 餅乾主題任務活動（例如：勇敢餅乾的挑戰/天使餅乾的挑戰/奶油泡芙餅乾的挑戰等...）
- 限時購買活動（限時購買指定寵物，需用鑽石購買）
- 每日登錄活動（期間內登錄遊戲會送獎品）
- 寶物抽中機率增大（抽寶箱稀有率增多）
- 限時購買寵物活動（期間內可以利用鑽石購買特定寵物）
- 集字活動（遊戲中集字獲得獎勵）
- 10%經驗與錢幣的加成（LINE版本為周五上午十點至周一16：00點；韓版為每個月的某個時段閣一天加成）
- Bingo活動（自烤箱大逃亡所發出的活動，集滿、連成一線或完成任務時可獲得獎勵）
- 節日或內部運動會活動（為配合節日或內部運動會所出的活動，如：《跑跑薑餅人: 烤箱大逃亡》冬季運動會！[10]）
- 火力全開日（星期二、四、日：餅乾無限奔跑次數；星期一、五：坑洞救出免費；星期三、六：50%錢幣紅利）

## 外部連結
- LINE 跑跑薑餅人 - Google Play Android 應用程式
- LINE 跑跑薑餅人 on the App Store
- 跑跑薑餅人：烤箱大逃亡 - Google Play Android 應用程式 （页面存档备份，存于）